# Samsung Galaxy Fame
De Samsung Galaxy Fame is een smartphone van het Zuid-Koreaanse Samsung. De telefoon werd aangekondigd in februari 2013 en zal beschikbaar zijn in de kleuren wit en donkerblauw.

## Software
Het toestel maakt gebruik van het besturingssysteem Android versie 4.1 ("Jelly Bean"). De Galaxy Fame kan via Samsung Kies synchroniseren met de pc. Net zoals de fabrikanten HTC en Sony met hun respectievelijk Sense UI en Timescape UI doen, legt Samsung over zijn smartphone een eigen grafische gebruikersinterface heen, namelijk TouchWiz.

## Hardware
Het toestel heeft een tft-lcd-touchscreen met een schermdiagonaal van 8,9 cm met een resolutie van 480 x 320 pixels, wat uitkomt op 165 pixels per inch. Het scherm kan 256.000 kleuren weergeven. De Galaxy Fame heeft een singlecore-processor van 1 GHz en een werkgeheugen van 512 MB. Het toestel heeft 4 GB aan opslaggeheugen, dat kan worden uitgebreid met een microSD-kaart tot een maximumcapaciteit van 32 GB. Het ontwerp van de Fame lijkt op dat van de Galaxy S III door de afgeronde hoeken en plastic behuizing.